# Bezosetka štětinovitá

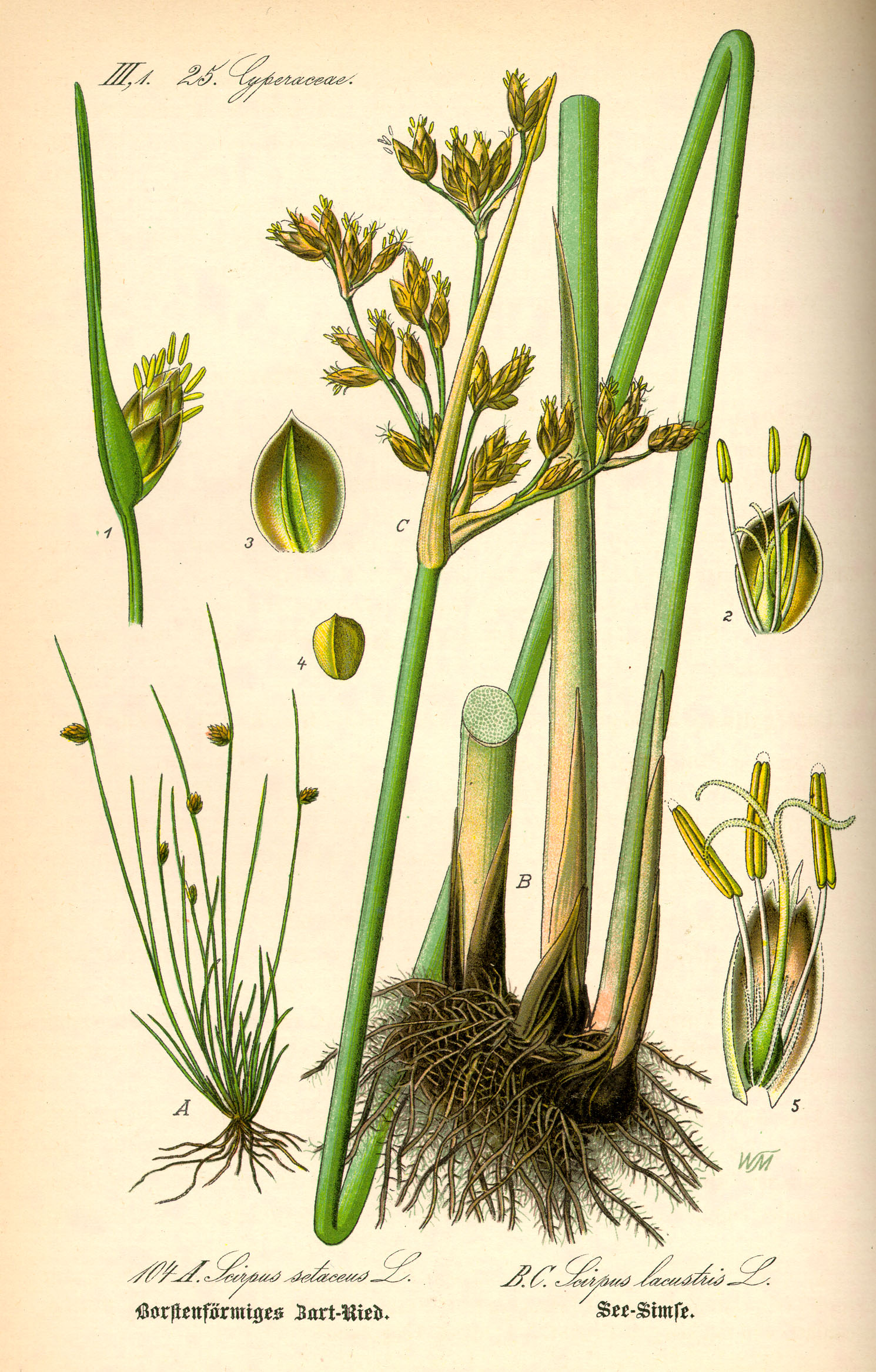
Nákres bezosetky štětinovité

Bezosetka štětinovitá (Isolepis setacea) je planě rostoucí, vlhkomilná, drobná bylinka. Je jediným druhem rodu bezosetka rostoucí v české přírodě.

## Rozšíření
Druh je disjunktně rozšířen v Evropě, Asii, Africe, Severní Americe i Austrálii. V Evropě je výskyt omezen ze severu linii Britských ostrovů, jihem Skandinávie a Pobaltím, z jihu pak severem Španělska, Alpami, severem Apeninského poloostrova a Balkánským poloostrovem. Směrem na východ zasahuje v malých arelách až do Střední Asie, Číny a na západní Sibiř.
V Česku se vyskytuje nerovnoměrně a nepravidelně, nejvíce lokalit se nachází v západní části republiky a v rybníkářských oblastech.

## Ekologie
Typická rostlina často zaplavovaných míst nebo obnažených den rybníků. Vyrůstá na vlhkých lesních cestách, holých březích vodních toků nebo nádrží i na místech v rozlivových oblastech potoků a řek. Vyhovují ji těžké, ulehlé a nevápněné půdy. Často se na stanovištích vyskytuje jako pionýrská rostlina která mezi vzrostlejšími a agresivnějšími druhy neobstojí.

## Popis
Jednoletá rostlina rostoucí v hustém trsu a vyrůstající obvykle do výšky 5 až 15 cm. Z kratičkého oddenku roste trs přímých, niťovitých a na průřezu oblých lodyh. U báze jsou načervenalé listové pochvy bez čepelí, výše postavené mají čepele krátké a štětinovité. Fotosyntézu zajišťují jen zelené lodyhy.
Tenké lodyhy jsou nahoře zakončené jedním až čtyřmi vejčitými, nahnědlými klásky které tvoří stažený vrcholový kružel. Pod květenstvím je dlouhý listen rostoucí vzhůru a přerůstající kružel působící dojmem bočního. Přisedlé, vejčité klásky bývají dlouhé asi 3 mm a obsahují 10 až 40 květů. Plevy jsou vejčité, tupé, krátce špičaté, červenohnědé a mají zelený kýl. Oboupohlavné květy jsou bezobalné a mají tři tyčinky a čnělku s trojklanou bliznou. Kvetou od červnu do září.
Plodem je světle hnědá, trojboká nažka, menší než 1 mm, která je podélně vynikle žebrovatá. Rostlina se rozmnožuje výhradně pomoci těchto nažek, ty si podržují schopnost vyklíčit i za několik let, až nastanou příhodné klimatické podmínky. Ploidie je 2n = 28. Druh je jen těžko zaměnitelný, hlavními poznávacími znameními jsou drobné rozměry, trávovitý vzhled a zdánlivé postranní klásky.

## Ohrožení
Bezosetka štětinovitá se vyskytuje na svých stanovištích velmi nepravidelně. V závislosti na vhodných klimatických podmínkách může některým rokem vyrůst ve větším množství, naopak v suchých létech se nemusí objevit ani jediná rostlinka. Tyto celkem nenápadné populace mohou být lehce zničené vysušením dané mokřiny, stavební činnosti nebo užitím většího množství chemickým přípravků na okolních polích.
V „Červeném seznamu cévnatých rostlin České republiky“ je bezosetka štětinovitá zařazena mezi ohrožené druhy (C3) květeny ČR.